# Callistus lunatus

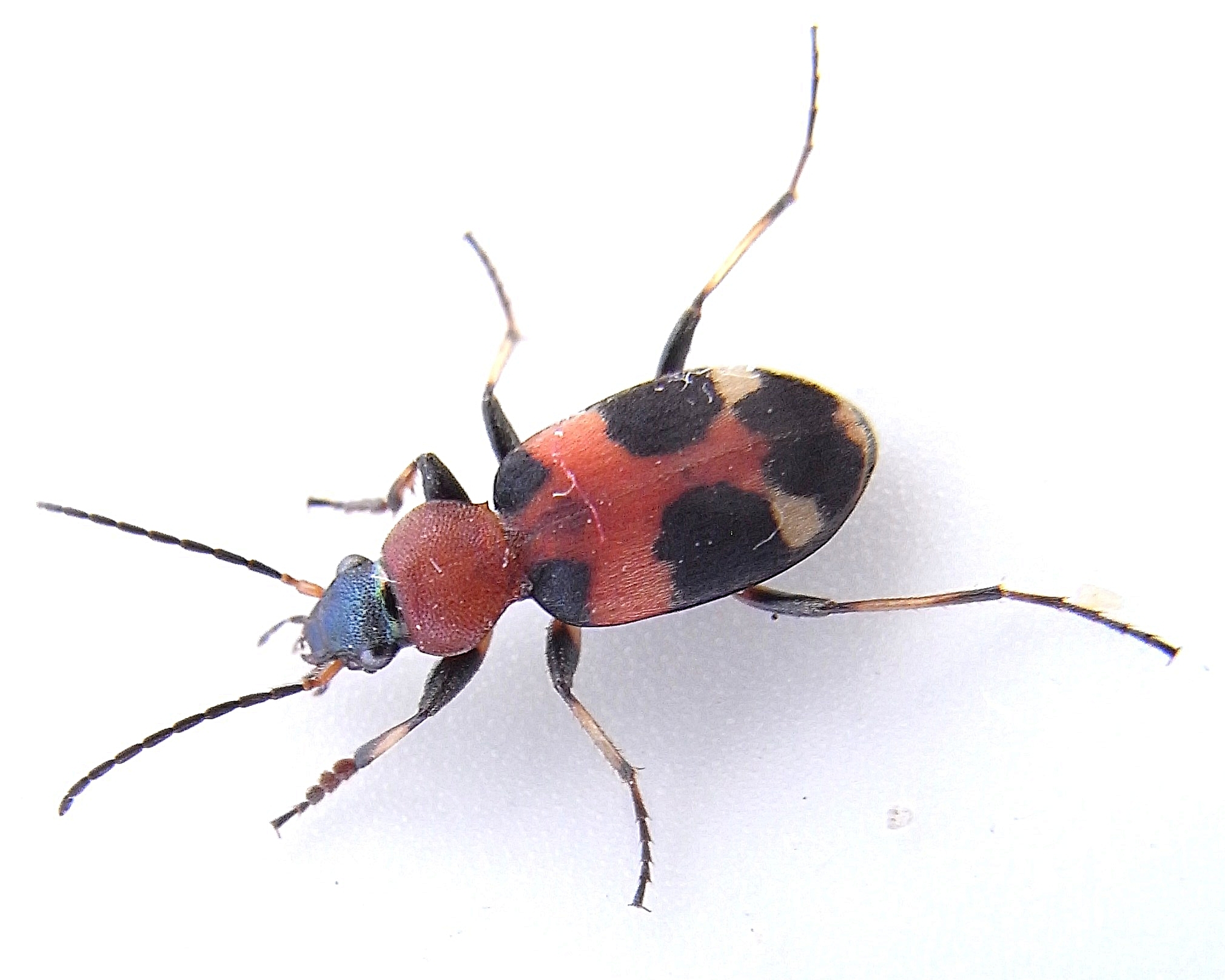
Callistus lunatus, macho

Callistus lunatus es una especie de escarabajo de la familia Carabidae, única del género Callistus.

## Distribución geográfica
Se distribuye por el Paleártico: Europa y la mitad occidental de Asia.